# Peritryssus excisus
Peritryssus excisus is een keversoort uit de familie bladsprietkevers (Scarabaeidae). De wetenschappelijke naam van de soort is voor het eerst geldig gepubliceerd in 1918 door Reitter.